# ایابوهازو
ایابوهازو (به لاتین: Iabohazo) یک منطقهٔ مسکونی در ماداگاسکار است که در فرافنگانا واقع شده‌است. ایابوهازو ۸٬۰۰۰ نفر جمعیت دارد و ۱۰ متر بالاتر از سطح دریا واقع شده‌است.